# Lückenbach (Dümpelfeld)
Lückenbach ist ein Ortsteil von Dümpelfeld im Landkreis Ahrweiler in Rheinland-Pfalz.

## Geographische Lage
Lückenbach liegt im Tal des gleichnamigen Lückenbachs, westlich von Niederadenau zwischen den Dörfern Dümpelfeld und Insul (Norden) sowie Reifferscheid (Südwesten).

## Geschichte
Am 1. Oktober 1976 wurde die bis dahin eigenständige Gemeinde Lückenbach mit damals 80 Einwohnern nach Dümpelfeld eingemeindet.

## Politik
Lückenbach ist einer von zwei Ortsbezirken der Gemeinde Dümpelfeld. Er wird durch einen Ortsvorsteher vertreten, während auf die Bildung eines Ortsbeirats verzichtet wurde.
Georg Larscheid ist Ortsvorsteher von Lückenbach. Bei der Direktwahl am 26. Mai 2019 wurde er mit einem Stimmenanteil von 90,24 % für weitere fünf Jahre in seinem Amt bestätigt.

## Kultur und Sehenswürdigkeiten

### Bauwerke
Die 1758 errichtete Katholische Filialkirche St. Agatha und Lutger an der Sonnenbergstraße ist ein geschütztes Kulturdenkmal.
Siehe auch: Liste der Kulturdenkmäler in Dümpelfeld

### Regelmäßige Veranstaltungen
Am ersten Wochenende des Septembers findet das Wald- und Wiesenfest statt.